# Jacques-Émile Blanche

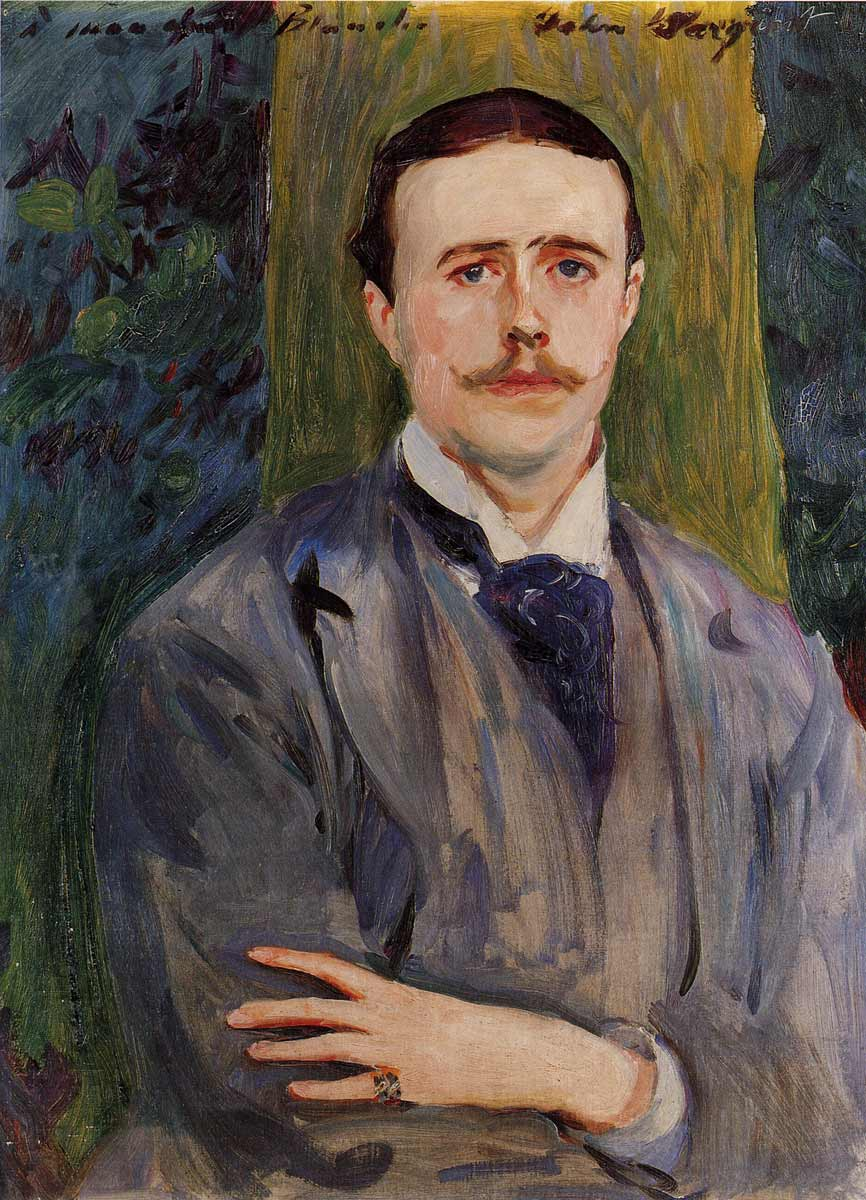
Jacques-Émile Blanche door John Singer Sargent.

Jacques-Émile Blanche (Parijs, 31 januari 1861 – Offranville, Normandië, 30 september 1942) was een Frans kunstschilder, vooral bekend als portrettist. Hij was bevriend met Marcel Proust.

## Leven en werk

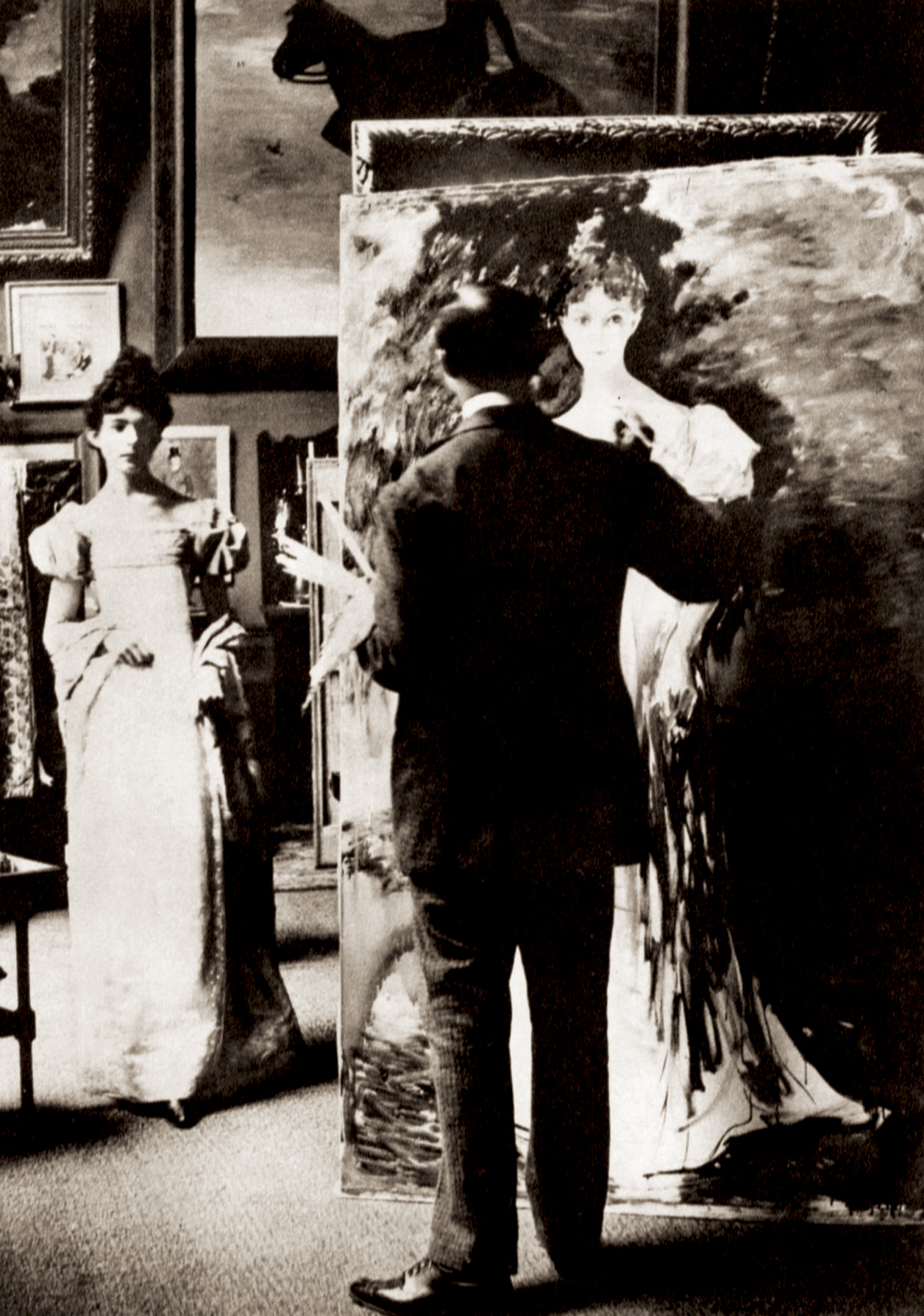
Blanche portretteert Marie de Hérédia, dichteres, 1893

Blanche was de zoon van een vooraanstaande Parijse psychiater, Émile Blanche (1820-1893), en groeide op in de Parijse buurt Passy, in de 'Villa de Lamballe', waar eerder Maria Louise van Savoye-Carignano woonde. Beroemdheden als Édouard Manet, Henri Fantin-Latour en Edgar Degas waren regelmatig bij de familie Blanche te gast. Hij studeerde aan het Lycée Condorcet, met Stéphane Mallarmé als leraar en Henri Bergson als klasgenoot. Daarnaast kreeg hij les in tekenen en schilderen van privéleraren, onder andere van Henri Gervex. Niettemin geldt hij als kunstenaar overwegend als autodidact.
In de jaren 1880 reisde Blanche regelmatig af naar Londen, aanvankelijk om het werk van de door hem bewonderde Thomas Gainsborough te bestuderen. Later maakte hij er kennis met Walter Sickert en John Singer Sargent, en met name de laatste zou zijn stijl sterk beïnvloeden. Hij groeide uit tot een succesvol portretschilder en exposeerde in de Parijse salon en de Société nationale des beaux-arts. Blanche was een veelgeziene gast in Parijse kunstkringen. Hij was bevriend met Marcel Proust, die hij vaak ontmoette in de bekende – door Proust uitvoerig beschreven – salon van Geneviève Bizet. Hij portretteerde onder anderen Robert de Montesquiou, Pierre Louÿs, Frits Thaulow en zijn familie, Aubrey Beardsley, Henry James, Charles Conder, André Gide, René Crevel, Mary Cassatt, Marcel Proust, Jean Cocteau, Igor Stravinsky, Paul Morand, James Joyce, Yvette Guilbert en gravin Virginia Oldoini, wier vader door de vader van Blanche werd behandeld. Zijn portretten van Proust behoren tot de bekendste die van de schrijver zijn gemaakt.
Blanche exposeerde met enkele werken op de Wereldtentoonstelling van 1900 te Parijs. Met name na de Eerste Wereldoorlog schreef hij ook memoires en portretten van tijdgenoten, door hem 'kunstliteratuur' genoemd. Marcel Proust hielp hem met het redigeren van zijn eerste publicaties. Blanche was lid van de Académie des Beaux-Arts. Hij overleed in 1942, 81 jaar oud. 
Werk van Blanche is onder andere te zien in het Musée d'Orsay en het Musée Carnavalet te Parijs, het Musée des Beaux-Arts (Rouen), en de National Portrait Gallery en Tate Gallery te Londen. In Offranville, waar hij de laatste jaren van zijn leven woonde, bevindt zich het Musée Jacques-Émile Blanche.

## Galerij

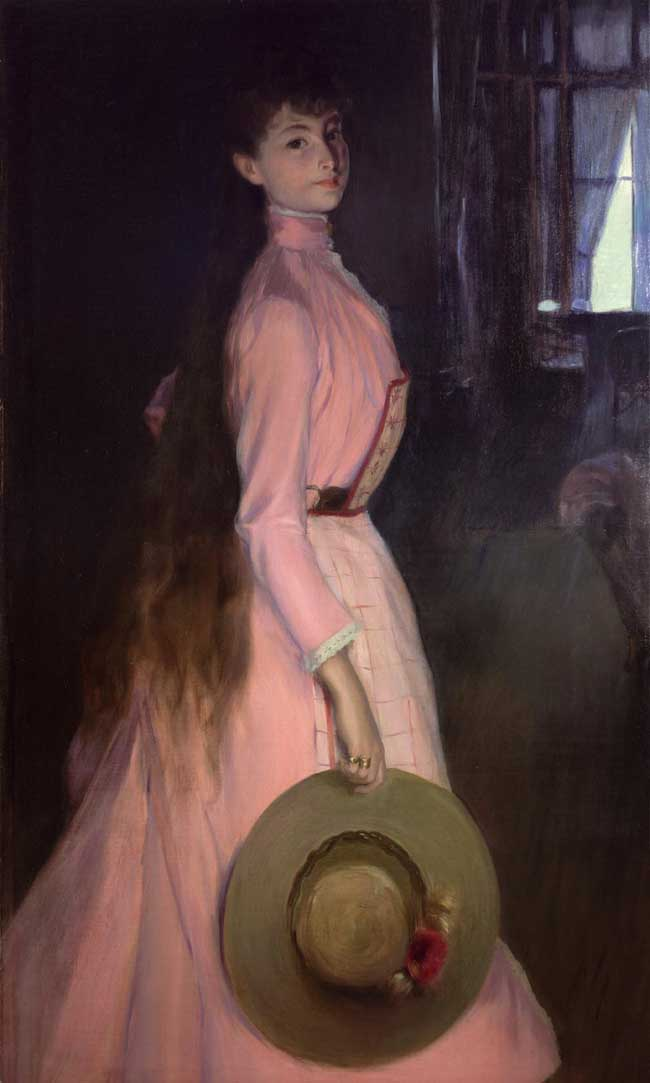
Portret van Olga Caracciolo, gravin van Castelluccio
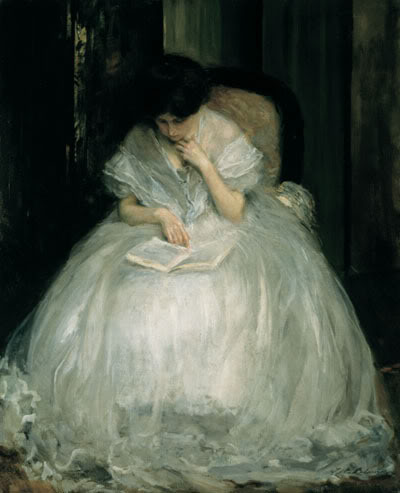
Lucie leest
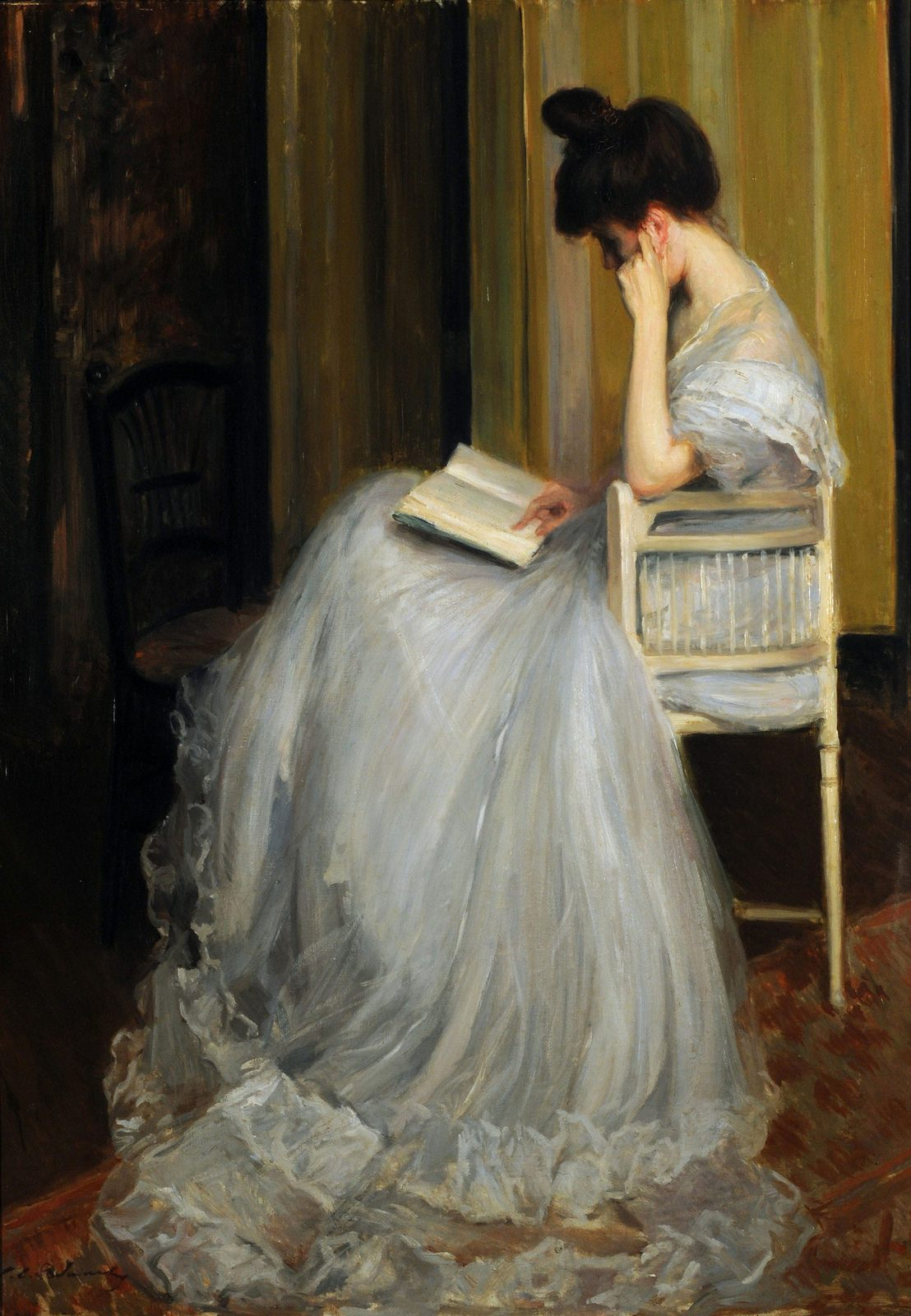
Lezen
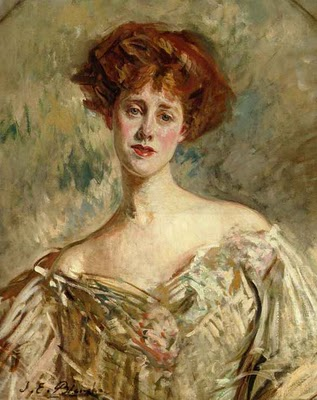
Portret van een dame
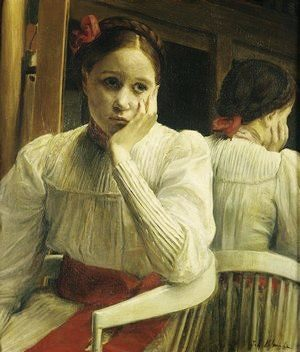
Portret van Lucie
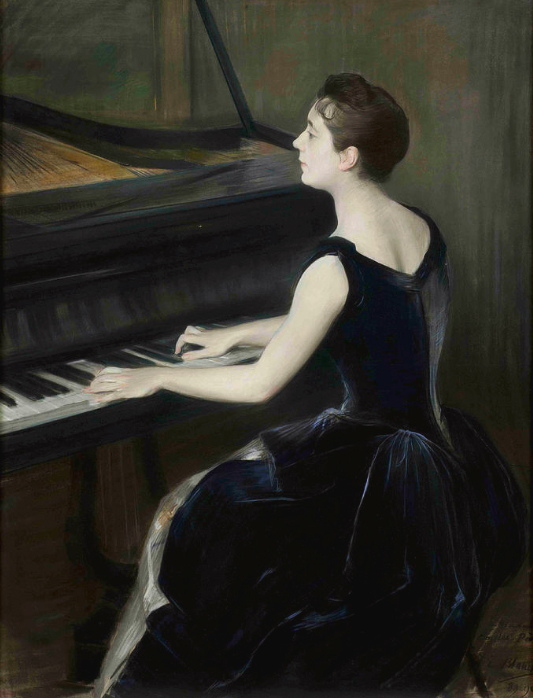
De pianiste Marie-Léontine Bordes-Pène
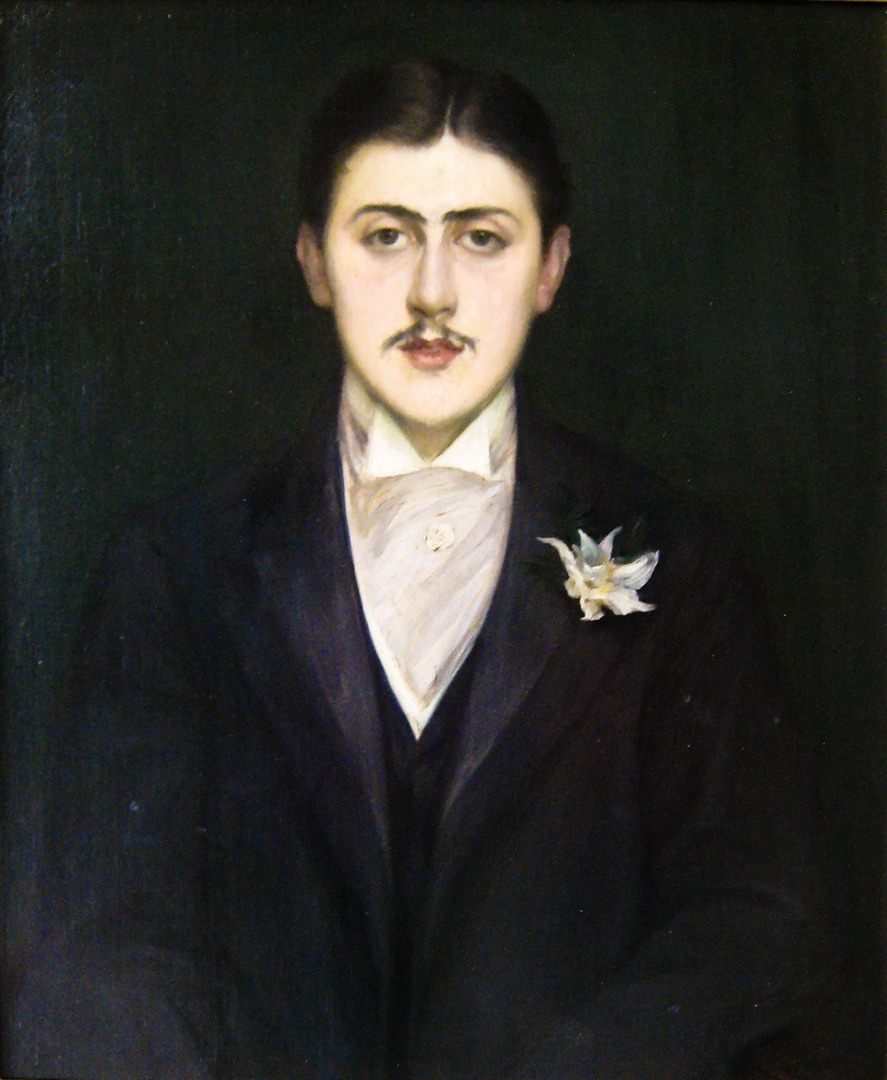
Marcel Proust
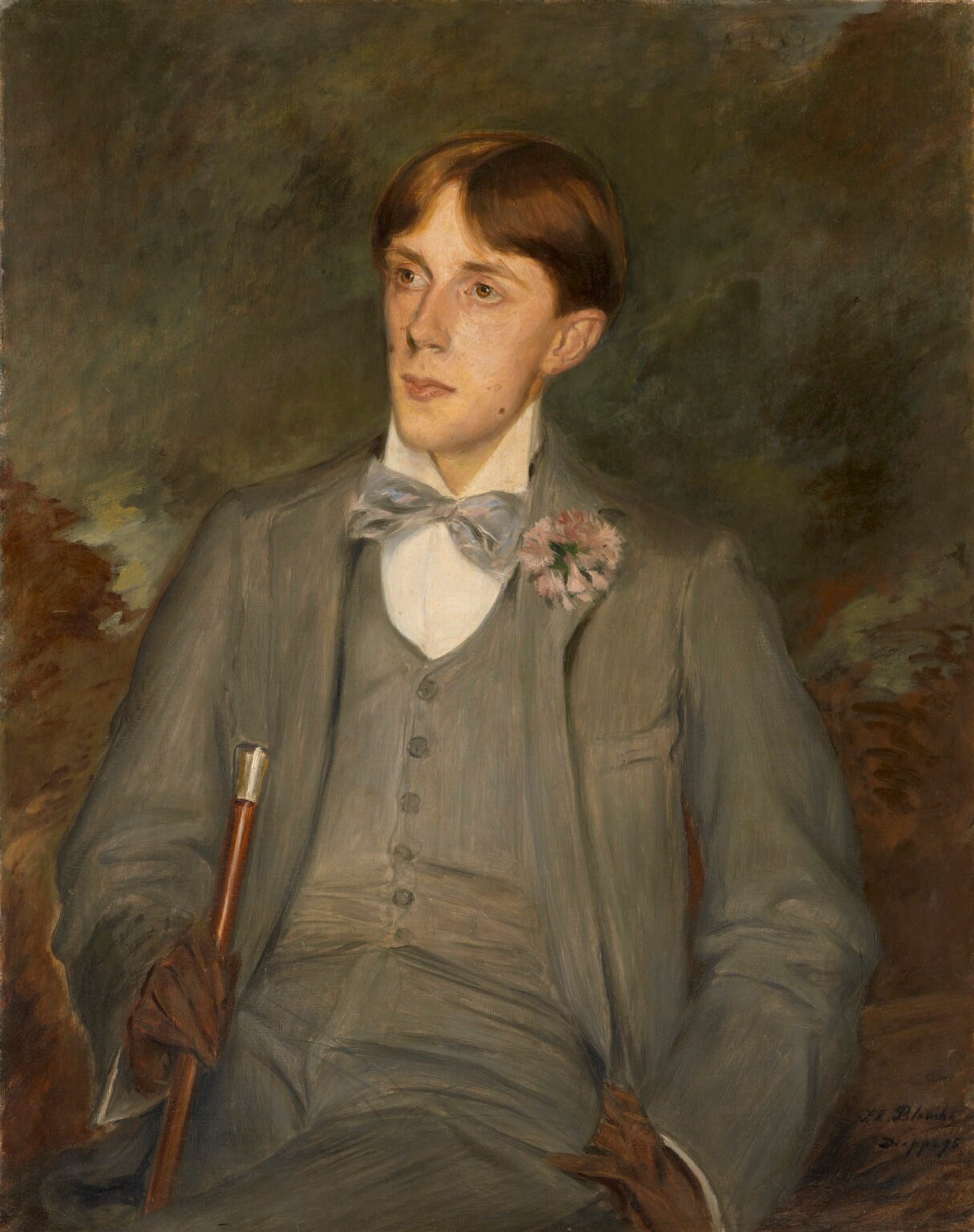
Aubrey Beardsley
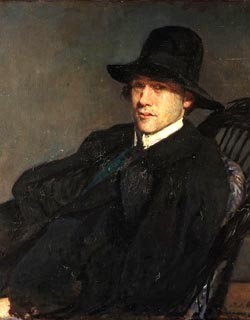
André Gide
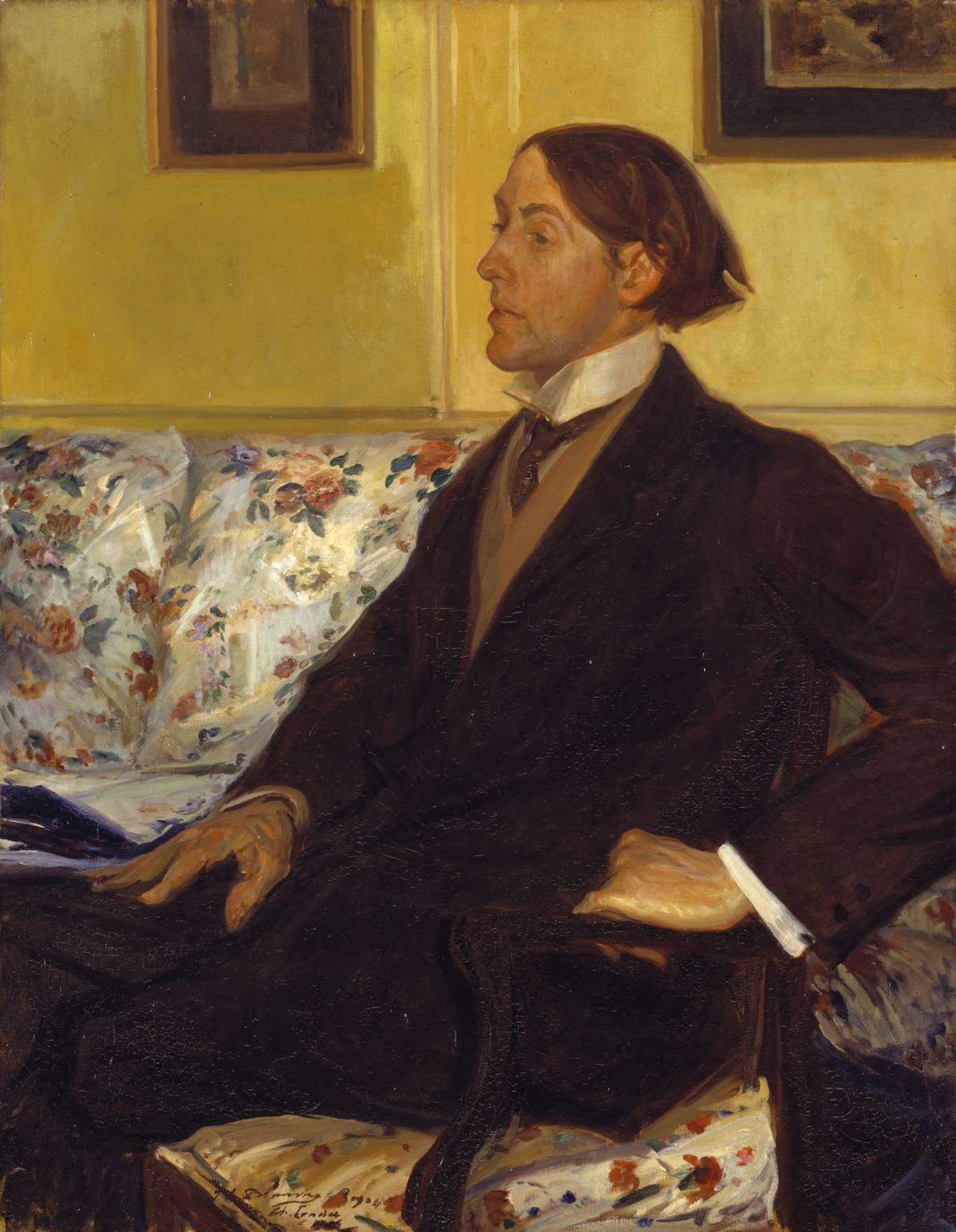
Charles Conder
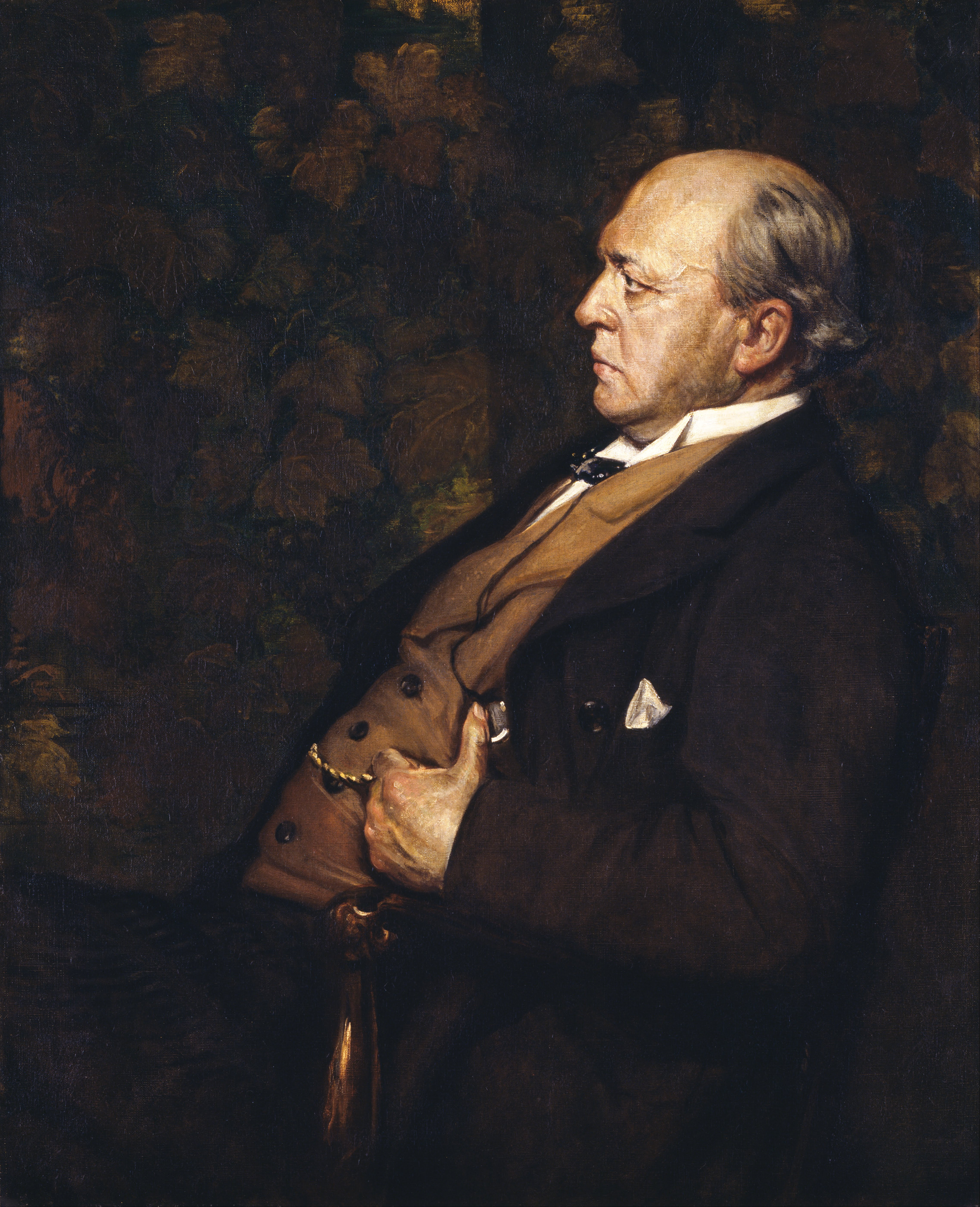
Henry James
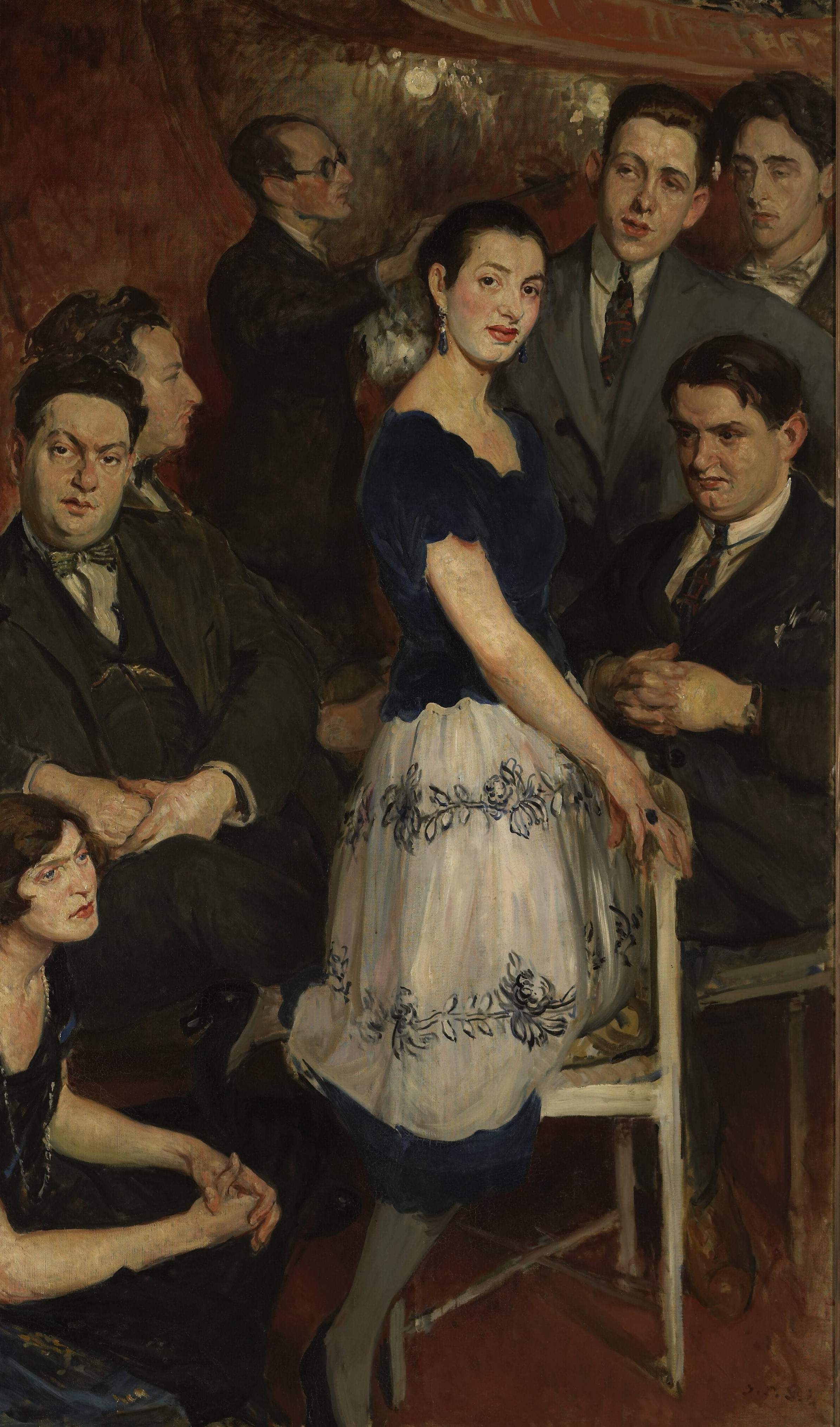
Groupe des Six